# زنبق كندي
الزنبق الكندي نوع نباتي ينتمي إلى جنس الزنبق من الفصيلة الزنبقية.

## البيئة والانتشار
موطنه معظم مناطق شمال شرق الولايات المتحدة وشرق كندا.